# 1965年全仏選手権 (テニス)
1965年 全仏選手権（1965ねんぜんふつせんしゅけん、Internationaux de France de Roland-Garros 1965）に関する記事。フランス・パリにある「スタッド・ローラン・ギャロス」にて開催。

## 大会の流れ
- 男子シングルスは「120名」の選手による7回戦制、女子シングルスは「91名」の選手による7回戦制で行われた。シード選手は男子・女子ともに16名。男子は第1・第2シードを含む8名の選手、女子は37名の選手に「1回戦不戦勝」（抽選表では“Bye”と表示）があった。
- 女子のシード選手は、1回戦から出場した人と、2回戦から登場した人のばらつきがあった。2回戦から登場した選手が初戦敗退の場合は「2回戦＝初戦」と表記する。

## シード選手

### 男子シングルス
1. マニュエル・サンタナ　（2回戦＝初戦）
2. ロイ・エマーソン　（ベスト4）
3. ニコラ・ピエトランジェリ　（4回戦）
4. フレッド・ストール　（初優勝）
5. ピエール・ダーモン　（4回戦）
6. マーティン・マリガン　（3回戦）
7. ニール・フレーザー　（2回戦）
8. クリフ・ドリスデール　（ベスト4）
9. ラマナサン・クリシュナン　（4回戦）
10. キース・ディープラム　（2回戦）
11. フランク・フローリング　（2回戦）
12. ジョン・ニューカム　（ベスト8）
13. イシュトヴァン・グヤーシュ　（2回戦）
14. トニー・ローチ　（準優勝）
15. ヤイディプ・ムカジー　（4回戦）
16. マイケル・サングスター　（2回戦）

### 女子シングルス
1. マーガレット・スミス　（準優勝）
2. マリア・ブエノ　（ベスト4）
3. レスリー・ターナー　（優勝、2年ぶり2度目）
4. ナンシー・リッチー　（ベスト4）
5. フランソワーズ・デュール　（ベスト8）
6. アン・ヘイドン＝ジョーンズ　（ベスト8、不戦敗）
7. アネッテ・バン・ジル　（ベスト8）
8. ヘルガ・シュルツェ　（4回戦）
9. ノルマ・ベイロン　（ベスト8）
10. フェイ・トイン　（4回戦）
11. （試合開始前に棄権？）
12. マドンナ・シャクト　（2回戦）
13. エリザベス・スターキー　（4回戦）
14. ジャクリーヌ・リーズ＝ルイス　（3回戦）
15. ゲイル・シェリフ　（4回戦）
16. トーリー・フレッツ　（2回戦＝初戦）

## 大会経過

### 男子シングルス
準々決勝
- クリフ・ドリスデール vs.  トーマス・レユス　不戦勝
- フレッド・ストール vs.  ジョン・ニューカム　6-1, 7-5, 11-9
- トニー・ローチ vs.  インゴ・ブディング　6-4, 4-6, 7-5, 0-6, 6-3
- ロイ・エマーソン vs.  ピエール・バルト　6-4, 6-4, 6-4

準決勝
- フレッド・ストール vs.  クリフ・ドリスデール　6-8, 6-4, 6-1, 4-6, 6-4
- トニー・ローチ vs.  ロイ・エマーソン　6-1, 6-4, 3-6, 6-0

### 女子シングルス
準々決勝
- マーガレット・スミス vs.  ノルマ・ベイロン 6-3, 6-1
- ナンシー・リッチー vs.  フランソワーズ・デュール 8-6, 9-7
- レスリー・ターナー vs.  アン・ヘイドン＝ジョーンズ 不戦勝
- マリア・ブエノ vs.  アネッテ・バン・ジル 6-4, 6-3

準決勝
- マーガレット・スミス vs.  ナンシー・リッチー 7-5, 6-4
- レスリー・ターナー vs.  マリア・ブエノ 2-6, 6-4, 8-6

## 決勝戦の結果
- 男子シングルス： フレッド・ストール vs.  トニー・ローチ　3-6, 6-0, 6-2, 6-3
- 女子シングルス： レスリー・ターナー vs.  マーガレット・スミス　6-3, 6-4
- 男子ダブルス： ロイ・エマーソン＆ フレッド・ストール vs.  ケン・フレッチャー＆ ボブ・ヒューイット　6-8, 6-3, 8-6, 6-2
- 女子ダブルス： マーガレット・スミス＆ レスリー・ターナー vs.  フランソワーズ・デュール＆ ジャニヌ・リーフリッヒ　6-3, 6-1
- 混合ダブルス： ケン・フレッチャー＆ マーガレット・スミス vs.  ジョン・ニューカム＆ マリア・ブエノ　6-4, 6-4